# Sermamagny
Sermamagny település Franciaországban, Territoire de Belfort megyében. Lakosainak száma 945 fő (2022. január 1.). Sermamagny Chaux, Éloie, Évette-Salbert, Lachapelle-sous-Chaux és Valdoie községekkel határos.

## Népesség
A település népessége az elmúlt években az alábbi módon változott:
| Lakosok száma | 808  | 817  | 852  | 860  | 888  | 916  | 924  | 938  | 945  |
|               | 2013 | 2015 | 2016 | 2017 | 2018 | 2019 | 2020 | 2021 | 2022 |